# Bondwell-2
El Bondwell-2 era un ordenador portátil de primera generación con el sistema operativo CP/M  Introducido por Bondwell/Spectravideo en 1985,  Llevaba una CPU Zilog Z-80 a 4 MHz, 64K RAM y 4K ROM. Tenía una disquetera interna de 3.5", altamente inusual para un sistema CP/M , cuando este OS era en gran parte pasado de moda en el momento en que se introdujeron los floppy de 3.5" . la atracción principal del Bondwell Modelo 2 era su precio, de $995 que llevaba incluida la línea completa de software de MicroPro para CP/M, incluyendo WordStar. También inusualmente para un sistema con CP/M , el Bondwell-2 era capaz de mostrar gráficos bitmapped . La resolución de la pantalla LCD era de 640x200 píxeles, o 80x25 caracteres de texto. Un módem de 300 baudios estaba disponible como una opción.